# 2726 Котельников
2726 Котельников (2726 Kotelnikov) — астероїд головного поясу, відкритий 22 вересня 1979 року.
Тіссеранів параметр щодо Юпітера — 3,298.